# Luigi Luzzi
Luigi Luzzi, de nombre completo Luigi Giuseppe Fortunato Luzzi, (Olevano di Lomellina, Provincia de Pavía, 27 de marzo de 1824 - Stradella, 26 de febrero de 1876) fue un compositor italiano. Escribió la música de las óperas Chiarina (Turín, 1853), Tripilla (Novara, 1874) y Fra Dolcino e La ventola, también compuso diversas obras vocales e instrumentales, entre ellas un Ave Maria que se interpreta con regularidad.